# Żmija rogata
Żmija rogata (Cerastes cerastes) – gatunek jadowitego węża z rodziny żmijowatych (Viperidae).
WystępowanieWystępuje w Afryce na Saharze i dalej przez Synaj po Izrael, także w południowo-zachodniej części Półwyspu Arabskiego.
OpisWystępuje w kolorach: szary, żółtobrązowy lub jasnożółty w ciemne, nierównomiernie rozmieszczone plamy. Brzuch żmii jest biały. Tułów znacznie dłuższy i grubszy niż ogon. Trójkątna głowa posiada nad oczami kilkumilimetrowe wyrostki skórne przypominające małe różki. Źrenice oczu pionowe. Porusza się, wijąc ciało po piasku w bok. Gatunek bardzo jadowity.
RozmiaryDorasta do 60–80 cm długości.
BiotopWystępuje na piaszczystych lub kamienno-piaszczystych pustyniach.
PokarmMłode żywią się szarańczakami zaś starsze osobniki drobnymi kręgowcami (gryzonie, ptaki, jaszczurki).
RozmnażanieGatunek jajorodny. Okres składania jaj przypada na lipiec i sierpień. Samice jednorazowo składają od 8 do 20 jaj. Wykluwają się po 6–8 tygodniach. Młode mierzą 14,5 do 17,5 cm długości.
PodgatunkiWyróżnia się dwa podgatunki Cerastes cerastes:
- Cerastes cerastes cerastes (Linnaeus, 1758) – od Sahary po Izrael
- Cerastes cerastes hoofieni Werner & Sivan, 1999 – południowo-zachodnia część Półwyspu Arabskiego

Dawniej za podgatunek C. cerastes uznawano także występującego na Bliskim Wschodzie C. gasperettii.